# Stephens City
Stephens City – miasto w Stanach Zjednoczonych, w stanie Wirginia, w hrabstwie Frederick.